# Via Lago Tana (Rome)
De via Lago Tana ('Tanameerstraat') is een straat in de wijk Trieste in de Italiaanse hoofdstad Rome. De straat is genoemd naar het Tanameer, het grootste meer van de voormalige Italiaanse kolonie Ethiopië.
De via Lago Tana loopt van de viale Libia in het noorden naar de via Tripolitania in het zuiden, waar ze doorloopt als via Migiurtina. Ongeveer in het midden wordt ze gekruist door de via di Santa Maria Goretti; op de hoek met deze straat bevindt zich de Santa Maria Gorettikerk.